# Liptena despecta
Liptena despecta är en fjärilsart som beskrevs av Holland 1890. Liptena despecta ingår i släktet Liptena och familjen juvelvingar. Inga underarter finns listade i Catalogue of Life.